# Webster County (Missouri)
Das Webster County ist ein County im US-amerikanischen Bundesstaat Missouri. Im Jahr 2020 hatte das County 39.085 Einwohner und eine Bevölkerungsdichte von 25,4 Einwohnern pro Quadratkilometer. Der Verwaltungssitz (County Seat) ist Marshfield.
Durch das County führt die ehemalige Route 66, die wohl bekannteste Schnellstraßenverbindung zwischen Chicago, Illinois und Santa Monica, Kalifornien.

## Geografie
Das County liegt im mittleren Süden von Missouri auf dem Ozark-Plateau, ist etwa 80 km von Arkansas entfernt. Es hat eine Fläche von 1538 Quadratkilometern, wovon 1 Quadratkilometer Wasserfläche ist. An das Webster County grenzen folgende Nachbarcountys:
| Dallas County    |  | Laclede County |
| Greene County    |  | Wright County  |
| Christian County |  | Douglas County |

## Geschichte

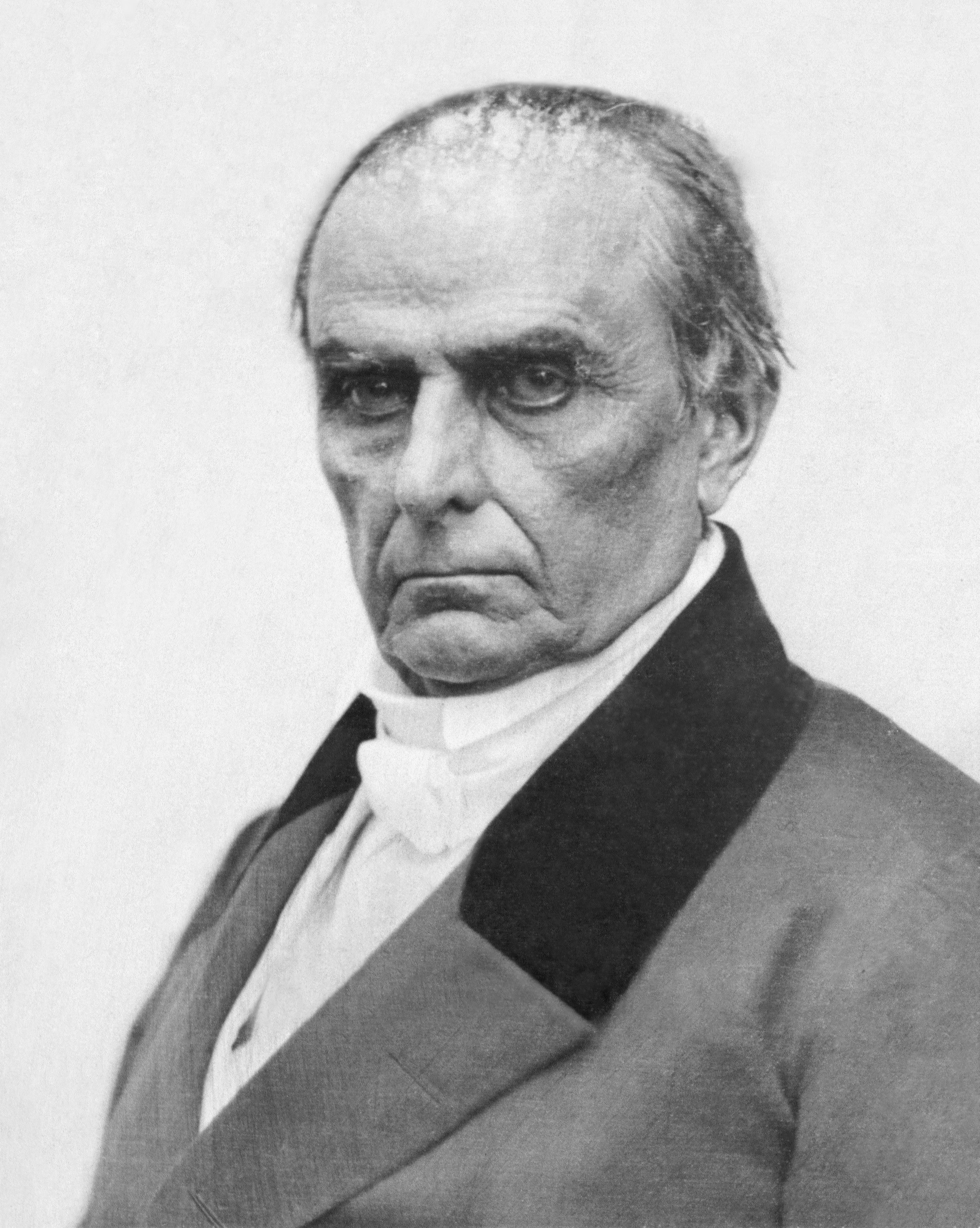
Daniel Webster

Das Webster County wurde 1855 gebildet. Benannt wurde es nach Daniel Webster (1782–1852), einem US-amerikanischen Politiker, US-Senator und Außenminister.

Am 18. April 1880 zerstörte ein Tornado große Teile dieses Gebiets mit 99 Todesopfern und über 100 Verletzten.
Drei Orte des Countys sind im National Register of Historic Places eingetragen (Stand 7. Februar 2018).

## Demografische Daten
Nach der Volkszählung im Jahr 2010 lebten im Webster County 36.202 Menschen in 12.928 Haushalten. Die Bevölkerungsdichte betrug 23,6 Einwohner pro Quadratkilometer.
Ethnisch betrachtet setzte sich die Bevölkerung zusammen aus 96,3 Prozent Weißen, 0,9 Prozent Afroamerikanern, 0,7 Prozent amerikanischen Ureinwohnern, 0,2 Prozent Asiaten sowie aus anderen ethnischen Gruppen; 1,5 Prozent stammten von zwei oder mehr Ethnien ab. Unabhängig von der ethnischen Zugehörigkeit waren 1,7 Prozent der Bevölkerung spanischer oder lateinamerikanischer Abstammung.
In den 12.928 Haushalten lebten statistisch je 2,71 Personen.
27,7 Prozent der Bevölkerung waren unter 18 Jahre alt, 59,2 Prozent waren zwischen 18 und 64 und 13,1 Prozent waren 65 Jahre oder älter. 49,5 Prozent der Bevölkerung war weiblich.

Das jährliche Durchschnittseinkommen eines Haushalts lag bei 40.889 USD. Das Prokopfeinkommen betrug 18.699 USD. 16,8 Prozent der Einwohner lebten unterhalb der Armutsgrenze.

## Ortschaften im Webster County
Citys
| - Fordland - Marshfield - Niangua | - Rogersville1 - Seymour |

Village
- Diggins

Unincorporated Communities
| - Beach - Bumgarden Ford - Caddo - Cedar Gap2 - Conklin - Cross Way | - Crown - Duncan - Elkland - Finley Falls - Forkners Hill - Henderson | - Holman - Johnston Ford - Lindstrew Ford - Northview - Olga - Rader | - Red Top - Sampson - Vance - Waldo - Zenar |

1 – teilweise im Greene County

2 – überwiegend im Wright County

## Gliederung
Das Webster County ist in 15 Townships eingeteilt:
| Township            | Einwohner (2010) | FIPS     |
| ------------------- | ---------------- | -------- |
| Benton Township     | 4833             | 29-04782 |
| Dallas Township     | 1653             | 29-18150 |
| Diggins Township    | 2552             | 29-19495 |
| East Ozark Township | 2652             | 29-21024 |
| Finley Township     | 2435             | 29-24256 |
| Grant Township      | 2449             | 29-28576 |
| Green Hill Township | 1492             | 29-29248 |
| Hazelwood Township  | 2846             | 29-31312 |

| Township              | Einwohner (2010) | FIPS     |
| --------------------- | ---------------- | -------- |
| High Prairie Township | 1102             | 29-32122 |
| Jackson Township      | 1549             | 29-36188 |
| Marshfield Township   | 7024             | 29-46546 |
| Niangua Township      | 1150             | 29-52436 |
| Union Township        | 1123             | 29-75058 |
| Washington Township   | 1616             | 29-77758 |
| West Ozark Township   | 1726             | 29-78862 |
|                       |                  |          |